# Sherston Pinkney
Sherston Pinkney var en civil parish fram till 1896 då den blev en del av Sherston, i grevskapet Wiltshire, i England. Civil parish var belägen 14 km från Chippenham och hade 126 invånare år 1891.